# Bonlieu
Bonlieu là một xã trong vùng Bourgogne-Franche-Comté, thuộc tỉnh Jura, quận Saint-Claude, tổng Saint-Laurent-en-Grandvaux. Tọa độ địa lý của xã là 46° 36' vĩ độ bắc, 05° 51' kinh độ đông. Bonlieu nằm trên độ cao trung bình là 760 mét trên mặt nước biển, có điểm thấp nhất là 620 mét và điểm cao nhất là 1023 mét. Xã có diện tích 13.05 km², dân số vào thời điểm 2006 là 238 người; mật độ dân số là 18 người/km².

## Địa điểm tham quan
- Nhà thờ của làng được xây sựng trong thế kỉ thứ 18.
- Hồ Bonlieu (Lac de Bonlieu) và tháp nước Hérisson.